# Брезовец (Сњина)
Брезовец (слч. Brezovec) насељено је мјесто са административним статусом сеоске општине (слч. obec) у округу Сњина, у Прешовском крају, Словачка Република.

## Становништво
| Година:    | 1994. | 2004.    | 2014.    | 2024.    |
| ---------- | ----- | -------- | -------- | -------- |
| Број људи: | 79    | 53       | 42       | 36       |
| Разлика:   |       | -32,91 % | -20,75 % | -14,28 % |

| Година:    | 2023. | 2024. |
| ---------- | ----- | ----- |
| Број људи: | 36    | 36    |
| Разлика:   |       | +0 %  |

Према подацима о броју становника из 2024. године насеље је имало 36 становника.